# Xiaowan Zhen
Xiaowan Zhen (kinesiska: 小湾, 小湾镇) är en köping i Kina. Den ligger i provinsen Yunnan, i den sydvästra delen av landet, omkring 260 kilometer väster om provinshuvudstaden Kunming. Antalet invånare är 27 547. Befolkningen består av 12 887 kvinnor och 14 660 män. Barn under 15 år utgör 17,0 %, vuxna 15-64 år 75 %, och äldre över 65 år 6,0 %.
Genomsnittlig årsnederbörd är 1 029 millimeter. Den regnigaste månaden är juli, med i genomsnitt 243 mm nederbörd, och den torraste är januari, med 10 mm nederbörd.